# La Bamba
«La Bamba» (ісп. вимова: [la ˈβamba]) — мексиканська народна пісня, найбільш відома в адаптації американського виконавця Річі Валенса, написаної ним в 1958 році. У СРСР та інших країнах Східного блоку пісня стала популярною у виконанні іншого американського співака — Діна Ріда.

## Текст і переклад
| Para bailar la bamba,           | Щоб танцювати бамбу,                    |
| Para bailar la bamba,           | Щоб танцювати бамбу,                    |
| Se necesita una poca de gracia  | Потрібно трохи грації,                  |
| Una poca de gracia,             | Трохи грації                            |
| para mí, para ti,               | Для мене, для тебе,                     |
|                                 |                                         |
| Ay arriba arriba,               | Гей, вставай, вставай,                  |
| ay arriba arriba, por ti seré,  | гей, вставай, вставай, я весь для тебе, |
| por ti seré, por ti seré.       | весь я для тебе, я весь для тебе        |
|                                 |                                         |
| Yo no soy marinero,             | Я — не матрос,                          |
| Yo no soy marinero, soy capitán | Я — не матрос, я — капітан,             |
| Soy capitán, soy capitán,       | Я — капітан, я — капітан,               |
| Bamba, bamba…                   | Бамба, бамба…                           |

## Традиційне походження
У пісні відчувається вплив іспанського фламенко і мексиканських ритмів. Використовуються скрипка, харана (5-струнний мексиканський інструмент), гітара та арфа. Тексти пісень дуже сильно різняться, оскільки виконавці часто імпровізують під час виступів. Однак, деякі версії (наприклад від en:Mariachi de Vargas Tecalitlan і Los Pregoneros del Puerto) стали самодостатніми, завдяки популярності їх виконавців. Традиційне звучання «La Bamba» полягає в основній мелодії, що зберігається у всіх варіаціях. Назва танцю, яке не має точного перекладу, ймовірно пов'язано з іспанським дієсловом bambolear, що означає «трястися» або «тупотіти».
Традиційна «La Bamba» часто виконувалась на весіллях в Веракрусі, коли наречена і наречений виконували свій перший танець. В даний час ця весільна традиція здебільшого втрачена, але танець зберігся завдяки популярності ballet folklórico (збірний термін для традиційних латиноамериканських танців, які підкреслюють місцеву народну культуру). Танець багато у чому виконується так само, як традиційний, показуючи єдність пари молодят через виконані в унісон складні витончені рухи, так само як і через створення чудових вигинів з лістона, довгої червоної стрічки, за допомогою одних тільки ніг.
Частина пісні зі слів «ay arriba» передбачає в танці активні рухи ногами, звані «zapateado», які робляться все швидше і швидше з прискоренням темпу музики. Повторювані слова «Yo no soy marinero, soy capitán» (дослівно: «я не моряк, я — капітан») звернені до морського узбережжя Веракруса і обіцянці чоловіка, що він залишиться вірним своїй дружині.
На багатьох зборах, включаючи Міжнародний Молодіжний Конгрес Есперанто, Internacia Seminario, всі традиційно танцюють La Bamba в колі. Люди танцюють в колі та поза ним. Танцюючі всередині кола можуть зайняти місце в зовнішньому кільці, цілуючи одного з людей, танцюючих у ньому, після цього ритуалу усі міняються місцями. Для цього використовуються різні версії пісні, виконані не тільки іспанською, а частково або повністю на есперанто.

## Версія Валенса
Традиційна пісня надихнула Річі Валенса на створення рок-н-рольної версії La Bamba в кінці 1950-х років. La Bamba Валенса доповнила традиційну мелодію рок-н-рольним бітом, зробивши пісню доступною для набагато більш широкої аудиторії і завойовуючи собі (і Валенсу) місце в рок-історії (введений до Зали слави рок-н-ролу в 2001 році). Пісня представлена в простій формі куплет-приспів. Валенс, пишаючись своїм мексиканським походженням, спочатку сумнівався в тому, щоб поєднувати La Bamba з рок-н-ролом, але зрештою погодився. Отримавши текст пісні від своєї тітки Ернестіни Райс, Валенс вивчив його іспанську вимову, оскільки сам співак з народження виховувався англійською. Версія Валенса займає 345 сходинку у списку 500 найкращих пісень усіх часів журналу Rolling Stone. Це єдина пісня в списку, що виконується не англійською мовою. Пісня також посідає 98 місце в списку 100 найкращих пісень рок-н-ролу за версією VH1 і 59 місце в списку 100 найбільших танцювальних пісень рок-н-ролу, складених у 2000 році.

## Версія Лос-Лобоса
Гурт Los Lobos створив власну версію пісні як саундтрек до фільму 1987 року «Ла бамба», про життя Валенса, і вона досягла 1 місця в хіт-парадах США, Британії Австралії та ряду інших країн.

## Інші версії
Пісню у різних версіях переспівувало велика кількість співаків і гуртів, серед них:
- Річі Валенс (1957)
- Los Camisas Negras (1958)
- Рей Коніф (1960)
- Los Rebeldes del Rock 1961
- Боббі Дарін
- Майк Беррі (1963)
- The Speakers (1964)
- Дін Рід (1965)
- Unit 4 + 2 (1965)
- The Sandpipers (1966)
- The Ventures (1966)
- Віллі Бобо (1967)
- Los Yetis (1967)
- The Walflower Complextion (1967)
- Trini López (1966)
- Рафаель (1968)
- Дасті Спрингфілд (1968)
- Ніл Даймонд (1966)
- The Merrymen 1966
- Grupo Religión Década 70 México. Versión de 7:31'
- Banda El Recodo
- Baccara (1978)
- The California Raisins (1987)
- Los Lobos (1987)
- Селена (1988)
- Fergie (Stacy Ferguson) (1988)
- Gipsy Kings
- Chico che 1988
- Хуліо Іглесіас, альбом Raíces (1989)
- Луїс Альберто дель Парана
- Рорі Галлахер (1993-1994 tour)
- The Tokens
- Allsortz (2000)
- Клей Вокер (2001)
- Гельмут Лотті 2000
- Ліла Даунс (2004)
- Yum!Yum!ORANGE (2005)
- Генрі Манчіні і Королівський філармонічний оркестр
- The Wiggles (2008)
- Дрейк Белл (2008)
- Yuri (2008)
- Tito and Tarántula
- Nickasaur! (2009)
- Kiss
- Metallica
- Blues MAMA
- Rancid
- Half Japanese
- Катерина Валенте і Едмундо Рос
- Inna (Live @ The Show) 2012
- Пол Маккартні і Брюс Спрінгстін на Hard Rock Calling 2012
- Las Cafeteras (2012)
- Алехандра Роблес, альбом "La Sirena" (2013)

## Чарти
| Чарт (1959)                                   | Макс. позиція |
| --------------------------------------------- | ------------- |
| U. S. Billboard Pop Singles                   | 22            |
| UK Singles Chart                              | 49            |
| Чарт (1987)                                   | Макс. позиція |
| Australian Kent Music Report                  | 1             |
| Austrian Singles Chart                        | 3             |
| French Singles Chart                          | 1             |
| Irish Singles Chart                           | 1             |
| Italian Singles Chart                         | 1             |
| New Zealand Singles Chart                     | 1             |
| Dutch Singles Chart                           | 2             |
| Norwegian Singles Chart                       | 4             |
| Swedish Singles Chart                         | 3             |
| Swiss Singles Chart                           | 1             |
| UK Singles Chart                              | 1             |
| U. S. Billboard Hot 100                       | 1             |
| U. S. Billboard Hot Country Singles & Tracks  | 57            |
| U. S. Billboard Hot Latin Tracks              | 1             |
| U. S. Billboard Mainstream Rock Tracks        | 11            |
| U. S. Billboard Hot Adult Contemporary Tracks | 4             |